# 涙のジルバ
「涙のジルバ（挿入曲：Runaway）」（なみだのジルバ）は、1981年7月5日に発売された高田みづえの14枚目のシングル。

## 解説
- 本曲のシングル売上数は9.6万枚、及びオリコンランキングでは週間最高位22位を記録した。
- 高田は1981年12月31日放送の『第32回NHK紅白歌合戦』に2年連続4回目の出場を果たし、本曲を歌唱した。
- 挿入曲：Runawayとはデル・シャノンの楽曲『悲しき街角』の原題であり、実際に同曲のメロディが間奏に挿入されている。

## 収録曲
1. 涙のジルバ（挿入曲：Runaway）（4分21秒）
作詞・作曲：松宮恭子／編曲：松井忠重
2. 青春後記（3分53秒）
作詞：山川啓介／作曲・編曲：松井忠重